# Ziegenhainer Kirchenzuchtordnung
Die Ziegenhainer Kirchenzuchtordnung, auch als Ziegenhainer Zuchtordnung bezeichnet, ist eine evangelische Kirchenordnung des 16. Jahrhunderts für die Landgrafschaft Hessen. Sie wurde von Martin Bucer als Hauptautor verfasst.

## Entstehung
Die Ausbreitung der Täuferbewegung in seinem Territorium veranlasste den Landgrafen Philipp von Hessen, Martin Bucer, den Reformator Straßburgs, einzuladen. Bucer verhörte in Marburg inhaftierte Anführer der hessischen Täufer und gewann einige von ihnen für die Landeskirche zurück. Über seine Gespräche mit den Täufern berichtete er Philipp am 2. November 1538. Am 25. November tagte die hessische Synode im Schloss Ziegenhain. Ein Protokoll der Verhandlungen ist nicht erhalten; ihr Ergebnis war die Ziegenhainer Kirchenzuchtordnung, die 1539 in Kraft trat. An den Beratungen in Ziegenhain haben teilgenommen und die Zuchtordnung unterschrieben:
- Adam Krafft, Superintendent von Marburg,
- Tilemann Schnabel, Superintendent von Alsfeld,
- Johannes Kymaeus, Superintendent von Homberg/Efze,
- Gerhard Geldenhauer, Theologieprofessor zu Marburg,
- Dionysius Melander, Hofprediger zu Kassel,
- Johannes Pistorius Niddanus, Pfarrer zu Nidda,
- Johannes Lening, Pfarrer zu Melsungen,
- Daniel Greser, Pfarrer zu Gießen,
- Theodor Fabricius, Pfarrer zu Allendorf/Werra,
- Bartholomäus Grentzenbach, Pfarrer zu Treysa.

Mit der Ziegenhainer Kirchenzuchtordnung von 1538 unternahm Landgraf Philipp einen Versuch, die Täufer in die landeskirchlichen Gemeinden zu integrieren. Martin Bucer, der diese Ordnung maßgeblich verfasste, ging auf Kritikpunkte der Täufer ein. Beichte und Buße wurden nun zur Voraussetzung für die Zulassung zum Abendmahl; Gemeindeälteste wurden mit der Kirchenzucht beauftragt. Mit der Konfirmation sollten sich die Jugendlichen nach entsprechender Unterweisung öffentlich zum christlichen Glauben bekennen. Die Ziegenhainer Ordnung war ein Teilerfolg, Bucer überzeugte die hessische Täufergruppe um Peter Tesch. Der Landgraf behielt sich die Einzelfallentscheidung in Fragen der Kirchenzucht vor und stärkte damit das entstehende landesherrliche Kirchenregiment in Hessen. „Die Frage, ob vom Täufertum konstruktive Impulse auf die Gestaltung der hessischen Kirche ausgingen, ist in der Forschung umstritten, muss aber doch wohl positiv entschieden werden,“ urteilt Hans Schneider.

## Inhalt
Die Ziegenhainer Kirchenzuchtordnung steht unter dem biblischen Motto Apg 20,28 . Da den Pfarrern das Predigtamt und die Seelsorge aufgetragen ist, werden ihnen nach urchristlichem Vorbild Älteste (Presbyter) zur Seite gestellt. Ihre Aufgabe ist es, die Lebensführung der einzelnen Gemeindeglieder und der Pfarrer zu überwachen und wenn nötig zu korrigieren. Älteste sollen einen guten Ruf in der Gemeinde haben und in einem öffentlichen Gottesdienst ordiniert werden.
Alle Kinder im verständigen Alter sollen am Katechismusunterricht teilnehmen. Bevor sie zum Abendmahl zugelassen werden, sollen sie an einem Feiertag (Ostern, Pfingsten oder Weihnachten) von Eltern oder Paten vorgestellt werden. Der Pfarrer soll daraufhin das wichtigste Katechismuswissen abprüfen. Die Kinder antworten, wie sie es gelernt haben, und bekennen sich zu Christus und seiner Kirche. Nach einem Fürbittgebet der Gemeinde für diese Kinder soll der Pfarrer „den selbigen kindern die hende aufflegen und sie also im namen des Herrn Confirmieren und zů Christlicher gemeynschafft bestetigen, Auch darauff zum Tisch des Herren gehen heyssen…“
Gemeindeglieder, die nicht zum Gottesdienst oder nicht zum Abendmahl gehen, sollen darauf freundlich angesprochen werden. Wenn sie uneinsichtig sind, sollen sie dem Kirchenbann verfallen („den můß man Got und der Oberkeit faren lassen“). Man soll ihnen aber weiterhin, wenn nötig, nachbarschaftliche Hilfe leisten.
Gemeindeglieder, die an Gottesdienst und Abendmahl teilnehmen, aber eindeutig „streflich leben“, sollen von den Pfarrern und Ältesten auf jede mögliche Weise zur Besserung ermahnt werden. Wenn das aber gar keinen Erfolg hat, sollen sie vom Abendmahl ausgeschlossen werden. Eine Zulassung zum Abendmahl soll erst erfolgen, wenn eine Besserung des Lebenswandels erkennbar ist.
Aus folgenden Gründen kann ein Gemeindeglied ausgeschlossen werden:
1. Meinungen zu Glaubensfragen, die im Widerspruch zur Confessio Augustana stehen;
2. Gotteslästerung, Missachtung der Bibel, Fluchen;
3. Misshandlung von Ehepartner, Kindern und Gesinde;
4. Widerspenstigkeit gegen Eltern, Vorgesetzte und Obrigkeit;
5. Unversöhnliches und feindseliges Verhalten gegenüber dem Nächsten;
6. Den Nächsten, seinen guten Ruf oder seinen Besitz schädigen, ihn selbst verletzen oder gar töten;
7. „Offentliche unzucht treiben mit schentlichen worten odder wercken“;
8. Maßlosigkeit beim Essen und Trinken.

Der Superintendent prüft die vorgebrachten Argumente und entscheidet über den Ausschluss.
Wenn jemand im Kirchenbann verstirbt, kann er nicht kirchlich beerdigt werden. Ein Gebannter kann auch nicht das Patenamt übernehmen. Kinder von Gebannten aber, „weyl die mehr der kirchen dann inen geboren werden“, können von dazu bestimmten Angehörigen zur Taufe gebracht werden, später den Katechismusunterricht besuchen und danach zum Abendmahl zugelassen werden.
Die Pfarrer sollen mit den Gemeindegliedern, die zum Abendmahl gehen wollen, Gespräche führen, und sie wenn nötig unterrichten und korrigieren. Krankheiten sind für Bucer eine Züchtigung Gottes. Darum sollen die Pfarrer Krankenbesuche machen, die Beichte abnehmen und die Absolution erteilen. In den Predigten sollen sie insbesondere vor dem verbreiteten Laster der Trunksucht warnen. Seuchen, Kriege, Teuerung und andere Plagen seien eine Folge dieses Lasters. Das Gleiche gilt für das Laster des Fluchens.

## Quelle
- Martin Bucer: Ordenung der Christlichen Kirchenzuchte. Für die Kirchen im Fürstenthumb Hessen. Ordenunge der Kirchenübunge. Für die Kirchen zu Cassel. Marburg 1539. In: Martin Bucers Deutsche Schriften, Band 7: Schriften der Jahre 1538–1539. Gütersloher Verlagshaus Gerd Mohn, Gütersloh 1964, S. 247–318. (Digitalisat)